# The Hacker Crackdown: Law and Disorder on the Electronic Frontier
The Hacker Crackdown: Law and Disorder on the Electronic Frontier est un essai de Bruce Sterling, publiée pour la première fois en 1992.
Le livre traite des événements marquants dans la sous-culture des hackers au début des années 90. L'opération Sundevil et les événements entourant la guerre de 1987-1990 contre le réseau Legion of Doom sont au nombre des sujets les plus notables : le raid sur Steve Jackson Games, le procès de « Knight Lightning » (l’un des premiers journalistes de Phrack) et la formation ultérieure de la Electronic Frontier Foundation. Le livre décrit également des personnalités telles que Emmanuel Goldstein (éditeur de 2600: The Hacker Quarterly), l'ancien procureur général adjoint de l'Arizona Gail Thackeray, l'instructeur FLETC Carlton Fitzpatrick, Mitch Kapor et John Perry Barlow.
En 1994, Sterling a publié le livre pour Internet avec une nouvelle postface.

## Point de vue historique
Bien que publié en 1992 et publié en tant que livre électronique gratuit en 1994, le livre offre un portrait unique et coloré de la nature du « cyberespace » du début des années 1990 et de la nature du « crime informatique » à cette époque. Les événements évoqués par Sterling se situent à l’aube de la popularité grandissante d’Internet, qui a sans doute atteint une masse critique à la fin de 1994. Il résume également un moment de la révolution de l'ère de l'information lorsque le « cyberespace » est passé du domaine des modems téléphoniques et du BBS à Internet et au World Wide Web.

## Réception critique
Cory Doctorow, qui a rédigé un podcast complet du livre, a déclaré que celui-ci l'avait inspiré politiquement, artistiquement et socialement.

## Citations
« I can see a future in which any person can have a Node on the [Internet]. Any person can be a publisher. It's better than the media we now have. It's possible. »

— Mitch Kapor

« Barlow was the first commentator to adopt William Gibson's striking science-fictional term "cyberspace" as a synonym for the present- day nexus of computer and telecommunications networks. Barlow was insistent that cyberspace should be regarded as a qualitatively new world, a 'frontier.' According to Barlow, the world of electronic communications, now made visible through the computer screen, could no longer be usefully regarded as just a tangle of high-tech wiring. Instead, it had become a place, cyberspace, which demanded a new set of metaphors, a new set of rules and behaviors. The term, as Barlow employed it, struck a useful chord, and this concept of cyberspace was picked up by Time, Scientific American, computer police, hackers, and even Constitutional scholars. 'Cyberspace' now seems likely to become a permanent fixture of the language.
    — On the initial founding of the Electronic Frontier Foundation »

— John Perry Barlow

« The electronic landscape changes with astounding speed. We are living through the fastest technological transformation in human history. I was glad to have a chance to document cyberspace during one moment in its long mutation; a kind of strobe-flash of the maelstrom. »

— From the afterword

« If you paid serious attention to every rumor out and about these hacker kids, you would hear all kinds of wacko saucer-nut nonsense:
that the National Security Agency monitored all American phone calls,
that the CIA and DEA tracked traffic on bulletin-boards with word-analysis programs … »

— Chapter 2, The Digital Underground